# Дощате
Дощате (рос. Досчатое) — робітниче селище в Виксинському міському окрузі Нижньогородської області Російської Федерації.
Населення становить 4630 осіб. Входить до складу муніципального утворення Міський округ місто Викса.

## Історія
Раніше населений пункт належав до ліквідованого 2011 року Виксинського району. До 2011 року входило до складу муніципального утворення Робітниче селище Дощате.

## Населення
| 1859  | 1897  | 1905  | 1959  | 1970  | 1979  | 1989  |
| ----- | ----- | ----- | ----- | ----- | ----- | ----- |
| 1208  | ↘1169 | ↗2723 | ↗6665 | ↗6751 | ↘6086 | ↘5066 |
| 1999  | 2002  | 2008  | 2009  | 2010  | 2011  | 2012  |
| ↗5100 | ↘5090 | ↗5254 | ↗5277 | ↘5217 | ↗5233 | ↗5306 |
| 2013  | 2014  | 2015  | 2016  | 2017  |       |       |
| ↘5286 | ↘5217 | ↘5207 | ↘5170 | ↘5135 |       |       |